# Arrondissement Veurne
Arrondissement Veurne je jeden z osmi arrondissementů (okresů) v provincii Západní Flandry v Belgii. Jedná se o politický a zároveň soudní okres. Soudní okres Veurne také zahrnuje některé obce politického okresu Diksmuide.

## Historie
Území patřilo do konce 18. století Flanderskému hrabství, části Rakouského Nizozemí. Roku 1790 bylo částí Spojených belgických států. Během války první koalice bylo území roku 1794 obsazeno a na základě rozhodnutí francouzského národního konventu bylo 1. října 1795 spojeno s První Francouzskou republikou. Státní správa a soudnictví bylo převedeno na nový francouzský systém. Byly zřízeny départementy, arrondissementy a kantony se svými obcemi. Arrondissement Veurne (francouzsky: Arrondissement de Furnes) patřil mezi lety 1795 až 1814 k departmentu Lys, který se dělil na kantony Diksmuide (Diksmude), Haringe (Haringhe), Nieuwpoort (Nieuport) a Veurne (Furnes).

## Obyvatelstvo
Počet obyvatel k 1. lednu 2017 činil 61 159 obyvatel. Rozloha okresu činí 275,21 km².

## Obce
Okres Veurne sestává z těchto obcí:
- Alveringem
- De Panne
- Koksijde
- Nieuwpoort
- Veurne